# Oreocnemis phoenix
Oreocnemis phoenix là một loài chuồn chuồn kim thuộc họ Platycnemididae. Đây là loài đặc hữu của Malawi. Môi trường sống tự nhiên của chúng là xavan ẩm, đầm lầy, và suối nước ngọt. Chúng hiện đang bị đe dọa vì mất môi trường sống.